# Atrezija hoana
Atrezija hoana  je nedostatak, ili izostanak  otvora nosnih hodnika  zbog postojanja membrane (koja može biti koštana, ili membranska) i koja ograničava prolaz vazduha u disajne organe i iz njih. Veoma je ozbiljna kongenitalna malformacija, jer kod deteta zbog ugroženog normalno disanja može doći do smrtnog ishoda.
Ukoliko se javlja sa obe strane, atrezija hoana je smrtonosna kongenitalna malformacija, jer je onemogućeno normalno sisanje, zato što ne postoji mogućnost disanja kroz nos koje je kod akta sisanja neophodno.

## Relevantna anatomija
Hoana je parni otvor koji povezuje nosne šupljine s nosnim delom ždrela, koji je nastao oblikovanjem definitivnoga nepca i rastom nosnih šupljina.

## Epidemiologija
Atrezija hoana je prilično retka. Može imati učestalost između 1 od 7.000 porođaja i 1 od 5. 000 porođaja. Ženski pol je više zastupljen.

## Klinička slika
Ukoliko postoji nemogućnost disanje sa cijanozom (plavičasto prebojenom kožom), verovatno da postoji obostrana atrezija hoana.
Poboljšanje disanja i gubitak plavičaste prebojenosti kože nestaje kada dete otvori usta.
Jednostrana atrezija hoana može da ostane neprimećena godinama, iako se pacijenti povremeno  žale na curenje iz nosa i zapušen nos.
Kako kod jednostrane atrezije postoji otežano sisanje novorodjenčeta, to utiče na njegov sporiiji rast i razvoj.

## Dijagnoza
Brzo postavljanje dijagnoze je neophodno ukoliko postoji obostrana atrezija hoana, Ona se potvrđuje , kateterom,  nepomeranje  tankog lista papira kada su zatvorena usta deteta, ili  nezamagljivanje ogledala.
Takodje, uduvavanje vazduha Pulicerovim balonom pomaže u postavljanju dijagnoze, kao i ubrizgavanje u nos obojenih rastvora koji bi se videli u ždrelu.
Rinografija je metoda rendgenskog snimanja sa ubrizgavanjem kontrastne boje, ali je bolje raditi kompjuterizovanu tomografiju (CT), koja omogućava postavljanje dijagnoze, ali i utvrdjivanje tačnog stepena atrezije, mesta atrezije, utvrdjivanje da li je u pitanju membranska, ili koštana struktura.

## Terapija
U zavisnosti od vrste anomalije lečenje može biti urgentno, ili elektivno.
Urgentno lečenje se sprovodi odmah nakon rođenja, najčešće kod obostrane atrezije novorodjenčeta. Izvodi se plasiranjem eveja, ili endotrahealni tubus do konačnog operativnog lečenja.
Ranije se radila transnazalna punkcija koja je podrazumevala probijanje membrane kroz nos, ali je ova metoda  napušta, zbog recidiva nakon intervencije. Umesto nje primenjuje se endoskopska tehnika potpomognuta laserima. Iako ova meroda  daje dobre rezultate,  nekada se mora raditi i klasično hirurško lečenje.
Veoma često, u postoperativnom periodu, pacijenti zahtevaju debridman, ili dilatacije, zbog mogućnosti recidiva i ponovnog okoštavanja.

## Literatura
- Asma, A.; Roslenda, A. R.; Suraya, A.; Saraiza, A. B.; Aini, A. A. (2013). „Management of congenital choanal atresia (CCA) after multiple failures: A Case Report”. Med J Malaysia. 68 (1): 76—8. PMID 23466775.
- Cumberworth, V. L.; Djazaeri, B.; Mackay, I. S. (1996). „Endoscopic fenestration of choanal atresia”. J Laryngol Otol. 109 (1): 31—5. PMID 7876733. S2CID 30003721. doi:10.1017/S0022215100129172.
- Shiva Kumar, A. M.; Naik, A. S.; Praveen, D. S. (2005). „Choanal atresia: Experience with transnasal endoscopic technique”. Indian J Otolaryngol Head Neck Surg. 57 (2): 96—8. PMC 3450977 . PMID 23120140. doi:10.1007/BF02907658.
- Leclerc, J. E.; Fearon, B. (1987). „Choanal atresia and associated anomalies”. Int J Pediatr Otorhinolaryngol. 13 (3): 265—72. PMID 3679682. doi:10.1016/0165-5876(87)90107-8.
- Saleem, A. F.; Ariff, S.; Aslam, N.; Ikram, M. (2010). „Congenital bilateral choanal atresia”. J Pak Med Assoc. 60 (10): 869—72. PMID 21381625.
- Van Den Abbelee T, Francois M, Narcy P. (2002). „Transnasal endoscopic treatment of choanal atresia without prolonged stenting”. Arch Otolaryngol Head Neck Surg. 128 (8): 936—40. PMID 12162774. doi:10.1001/archotol.128.8.936.
- Trider, C. L.; Blake, K. (2012). „Obstructive Sleep Apnea in a Patient with CHARGE Syndrome”. Case Rep Otolaryngol online. 2012: 907032.
- Kancherla, V.; Romitti, P. A.; Sun, L.; Carey, J. C.; Burns, T. L.; Siega-Riz, A. M.; Druschel, C. M.; Lin, A. E.; Olney, R. S.; National Birth Defects Prevention Study (2014). „Descriptive and risk factor analysis for choanal atresia: The National Birth Defects Prevention Study, 1997-2007”. Eur J Med Genet. 57 (5): 220—9. PMC 4520237 . PMID 24576610. doi:10.1016/j.ejmg.2014.02.010.
- Gnagi, S. H.; Schraff, S. A. (2013). „Nasal obstruction in newborns”. Peditr Clin North Am. 60 (4): 903—22. PMID 23905827. doi:10.1016/j.pcl.2013.04.007.

## Spoljašnje veze
|  | Molimo Vas, obratite pažnju na važno upozorenje u vezi sa temama iz oblasti medicine (zdravlja). |